# Athis-Mons
Athis-Mons è un comune francese di 31 098 abitanti situato nel dipartimento dell'Essonne nella regione dell'Île-de-France. È il comune risultante dalla fusione di due comuni, Athis-sur-Orge e Mons-sur-Orge, avvenuta nel 1817. È uno dei comuni dell'antica provincia francese dell'Hurepoix.
Ad Athis-sur-Orge fu firmata nel 1305 la pace tra francesi e fiamminghi, che pose fine alla guerra di Fiandra.

## Società

### Evoluzione demografica
Abitanti censiti